# コーパス4500
フェイバリット英単語・熟語＜テーマ別＞コーパス4500は、東京外国語大学の教授である投野由紀夫氏が編集監督をした単語集。現在は4thEdition まで発行されている。（2021年6月現在）
前半はSTAGE1 からSTAGE 10まで区分けされた単語が計1220単語、必修度順に記載されている。間に重要英熟語の項目を挟み、後半はFINAL STAGEが1から４まで計599単語記載されている。
巻末には上智大学、明治大学、中央大学、英検2級、英検準1級の過去問が記載されている。また、各STAGE間にコーパス道場があり、計24個の多義語にフォーカスをして解説している。
価格は税抜882円、出版は東京書籍。